# Harmothoe watsoni
Harmothoe watsoni är en ringmaskart som beskrevs av McIntosh 1919. Harmothoe watsoni ingår i släktet Harmothoe och familjen Polynoidae. Inga underarter finns listade i Catalogue of Life.